# Зірка-2
Футбольний клуб «Зірка-2» — український футбольний клуб з міста Кропивницького. Фарм-клуб команди «Зірка» (Кропивницький). Виступав у другій лізі чемпіонату України в період з 1997 по 2000 роки. Найвище досягнення — 9-е місце в сезоні 1999/2000 років.

## Попередні назви
- 1997: «Зірка-НІБАС-2»
- 1998—2000: «Зірка-2»

## Всі сезони в незалежній Україні
| Сезон   | Чемпіонат     | Чемпіонат | Чемпіонат | Чемпіонат | Чемпіонат | Чемпіонат | Чемпіонат | Чемпіонат | Кубок       | Кубок | Кубок | Кубок | Кубок | Кубок | Кубок | Примітка                                             |
| Сезон   | Ліга          | Місце     | І         | В         | Н         | П         | М         | О         | Етап        | І     | В     | Н     | П     | М     | О     | Примітка                                             |
| ------- | ------------- | --------- | --------- | --------- | --------- | --------- | --------- | --------- | ----------- | ----- | ----- | ----- | ----- | ----- | ----- | ---------------------------------------------------- |
| 1997/98 | Друга Група Б | 16 з 17   | 32        | 7         | 8         | 17        | 21−47     | 29        | 1/64 фіналу | 4     | 2     | 0     | 2     | 6−8   | 4     | Перше коло — «Зірка-НІБАС-2»                         |
| 1998/99 | Друга Група Б | 11 з 16   | 26        | 8         | 4         | 14        | 14−38     | 28        | —           | —     | —     | —     | —     | —     | —     |                                                      |
| 1999/00 | Друга Група Б | 9 з 14    | 26        | 8         | 8         | 10        | 23−36     | 32        | —           | —     | —     | —     | —     | —     | —     | Знялася із змагань до початку наступного чемпіонату. |
| Всього  | Друга         | 3 сезои   | 84        | 23        | 20        | 41        | 58−121    | 89        | >1 сезон    | 4     | 2     | 0     | 2     | 6−8   | 4     |                                                      |

У 1998 році «Зірка-2» брала участь в перехідних матчах за право виступати у другій лізі: «Зірка-2» — «Харчовик» (Попівка) +:− («Харчовик» відмовився від участі)
У сезоні 1999/2000 команда брала участь у Кубку другої ліги, де провела одну гру, зазнавши поразки від южноукраїнської «Олімпії ФК АЕС» 0:1.